# لويس ناسو
لويس ناسو أو لويس من ناسو (بالإنجليزية: Louis Nassau) (ولد 10 يناير 1538 - توفي 14 أبريل 1574) كان الابن الثالث من وليام، كونت ناسو وجوليانا ستولبرغ، والأخ الأصغر للأمير وليام أورانج ناسو.
كان لويس شخصية رئيسية في ثورة هولندا ضد إسبانيا وكان كالفينيًا مقتنعًا بشدة، على عكس شقيقه ويليام، الذي ساعده بطرق مختلفة، بما في ذلك عن طريق ترتيب الزواج بينه وبين زوجته الثانية آنا من ساكسونيا. في عام 1569، عينه ويليام حاكمًا لإمارة أورانج، مما منحه منصبًا لا جدال فيه في السياسة الفرنسية.

## التسوية

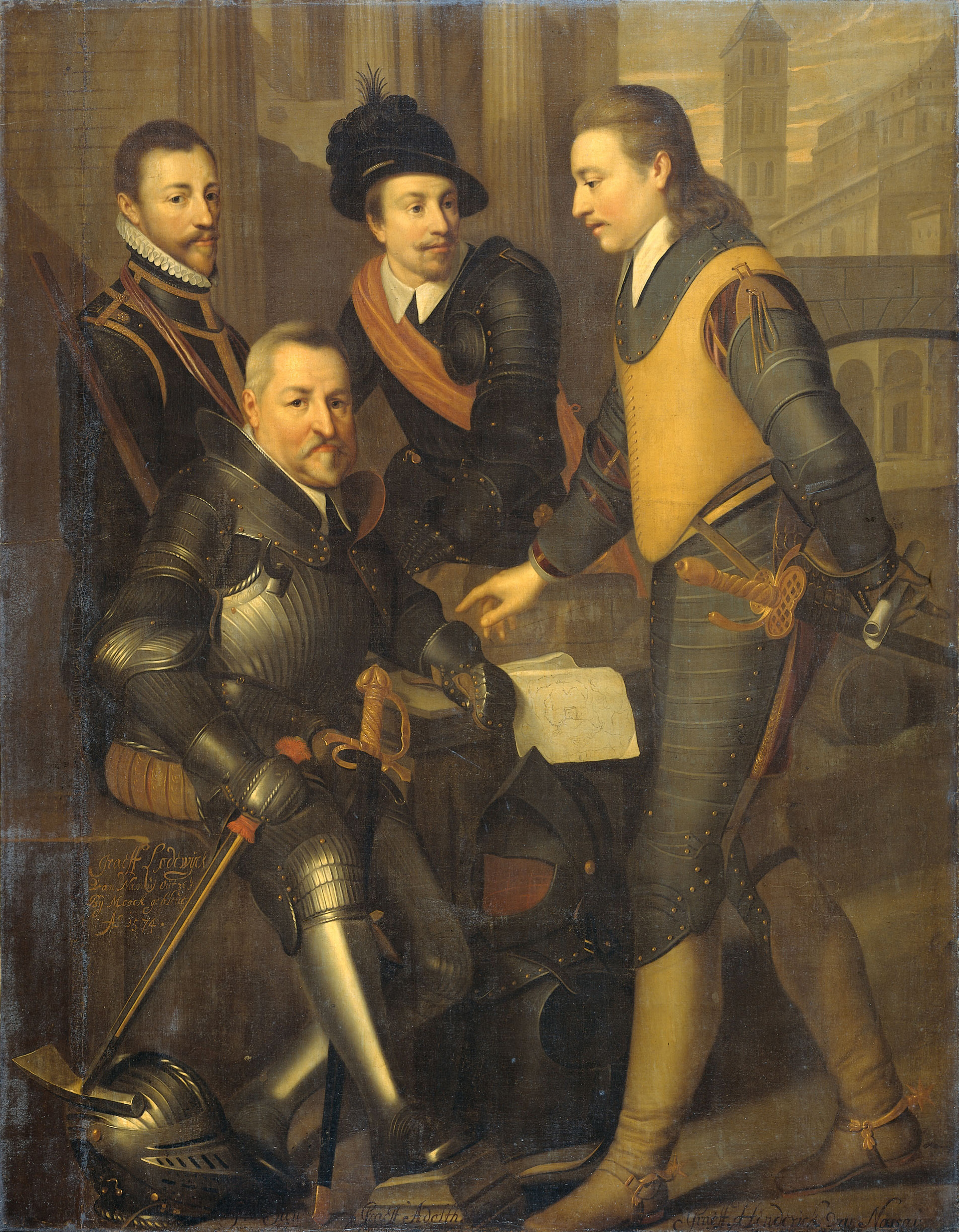
لويس (يسار) مع إخوته جون (الجالس)، أدولف وهنري.

في عام 1566 كان أحد قادة عصبة النبلاء الأقل شهرة الذين وقعوا على «تسوية النبلاء». كانت التسوية عبارة عن رسالة مفتوحة، في شكل عريضة، إلى الملك فيليب الثاني ملك إسبانيا تنص على أنه يجب عليه سحب محاكم التفتيش في هولندا. في 5 أبريل 1566، مع مائتي فارس، تم تقديم التسوية إلى الوصي مارغريت النمسا. خلال هذا الحضور، حاول أحد مستشاريها، الكونت تشارلز من بيرلايمونت، تهدئة أعصابها بعبارة "Quoi، Madame. Peur de ces gueux؟" «ما سيدتي، خائفة من هؤلاء المتسولين؟». منذ هذه اللحظة فصاعدًا، كان معارضو الملك فيليب معهم.

## معركة هيليجيرلي

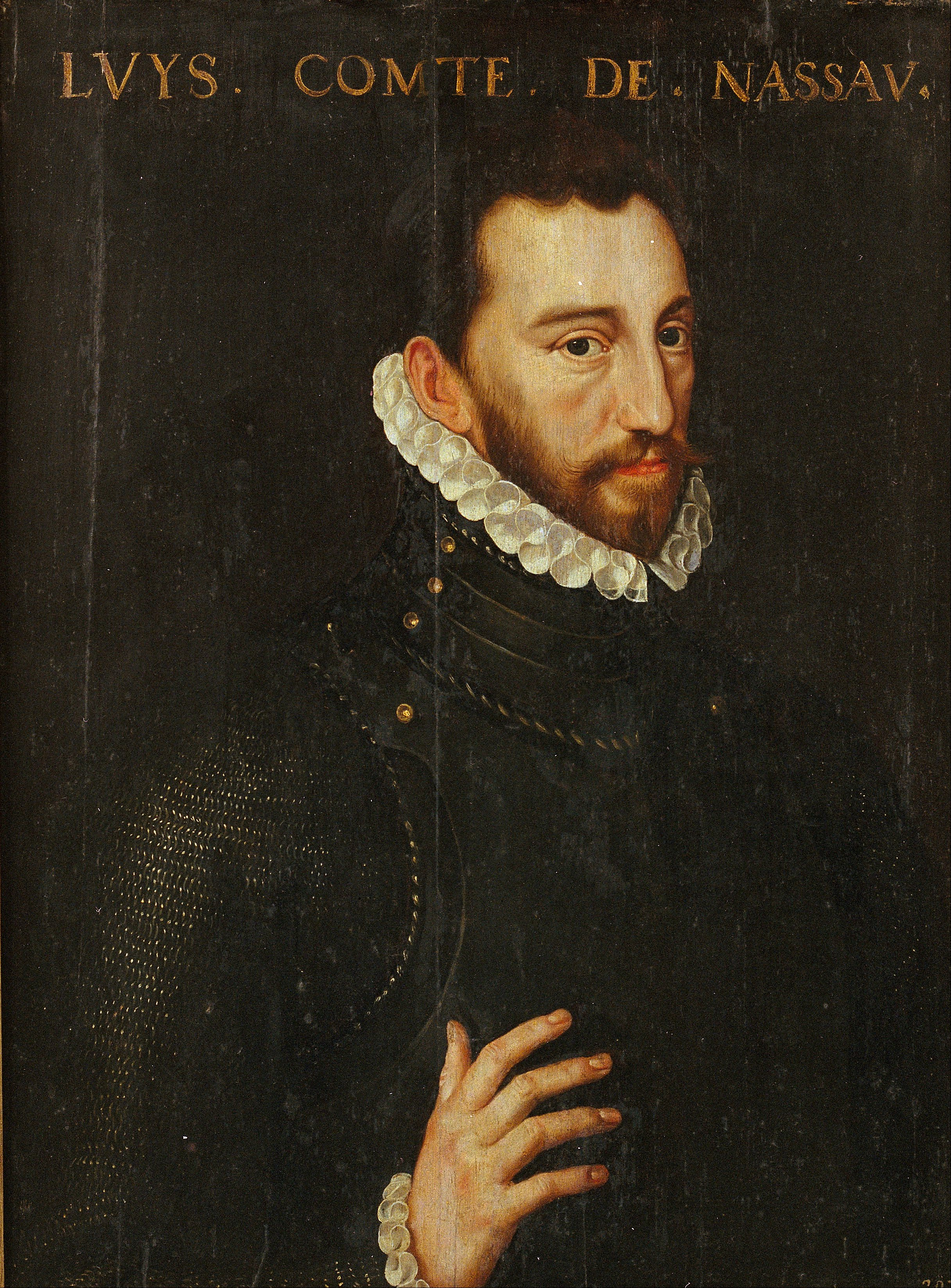
صورة لويس ناسو بواسطة أدريان توماسز كي، من 1570 إلى 1574.

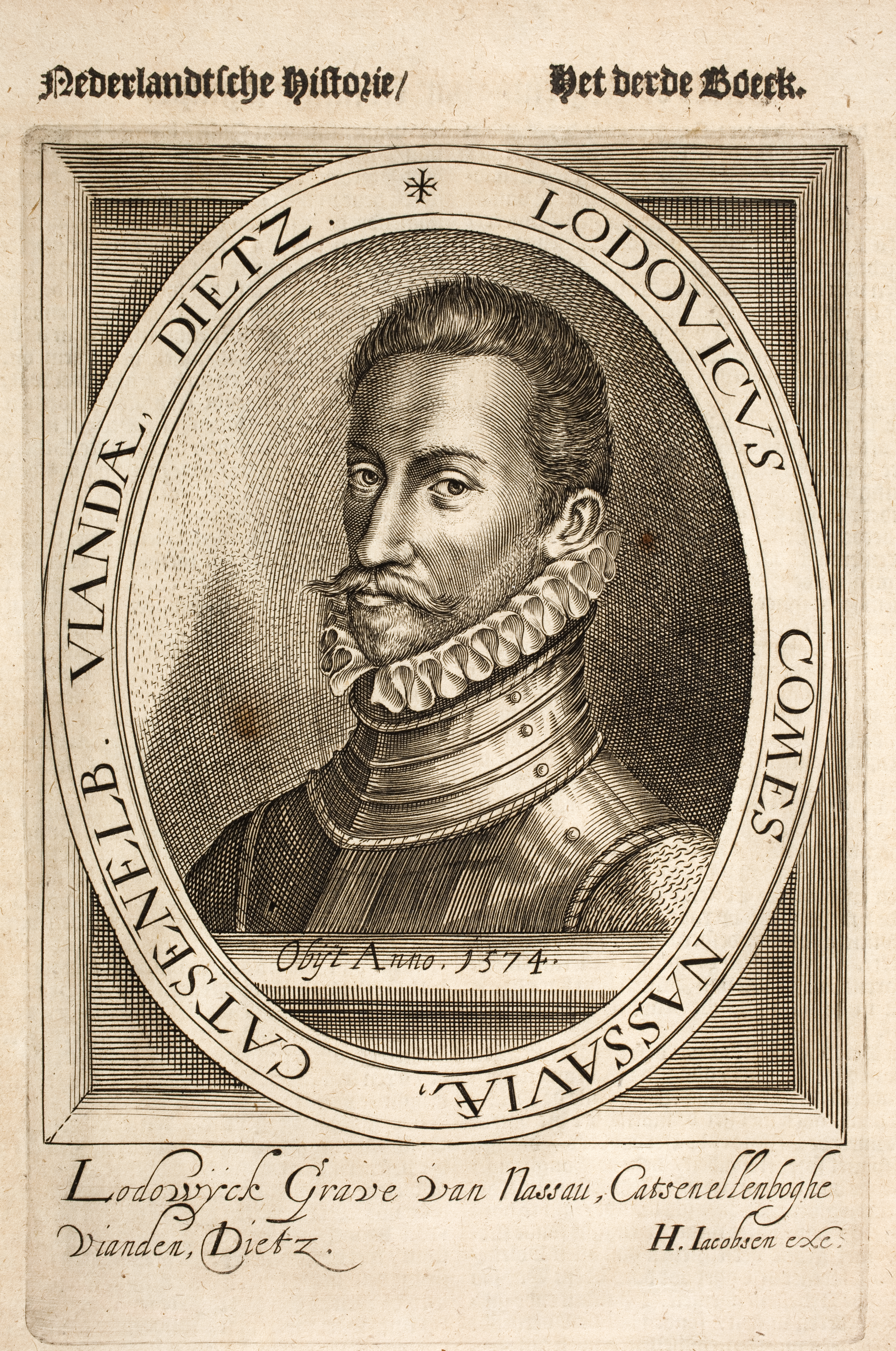
صورة لويس ناسو بواسطة إيمانويل فان ميتيرن.

مع مجيء ألفا، انسحب لويس وشقيقه ويليام من هولندا. ومن الخارج جمعوا جيشًا وفي عام 1568، وبمساعدة الهوغونوت الفرنسيين، تمكنوا من الغزو من ثلاث جهات. دخل لويس وشقيقه الأصغر أدولف شمال هولندا عبر فرايزلاند، ودخل جان دي فيلير المقاطعات الجنوبية بين نهر الراين والميوز وسيغزو الهوغونوت أرتواز.
كان الجيش تحت قيادة لويس وهو الوحيد الذي حقق نصرًا في النهاية. تم القبض على جان دي فيليرز وقواته بعد يومين من عبورهم لنهر الميز، بينما تعرض الهوغونوت للهجوم والهزيمة من قبل القوات الملكية الفرنسية في سانت فاليري. في النهاية، خان جان دي فيلير الحملة بأكملها ومصادر خزينة الحرب للمحققين.
دخل لويس فريزلاند في 24 أبريل، ورد عليه ألفا بإرسال جيش تحت قيادة جان دي لين، دوق أرمبرج. كان لدى الإسبان قوة أقل شأناً، وأراد دوق أرمبرج انتظار التعزيزات من كونت ميجيم، لكنه تأخر في القدوم وكان رجال أرمبرج متمردين وضغطوا عليه لتقديم المعركة. التقى الجيشان في هيليجيرلي في 23 مايو، حيث نصب لويس كمينًا للقوات الإسبانية. فاز لويس بالجيش في معركة هيليجيرلي لكن شقيقه الأصغر أدولفوس سقط في المعركة.

## معركة جمينجين
على الرغم من أن ويليام أراد أن يتراجع إلى دلفزيل، إلا أن لويس بقي في جرونينجن، حيث التقى بجيش صغير بقيادة ألفا نفسه (2000 إسباني مقابل 12000 بروتستانتي).
عاد لويس مرة أخرى نحو جيممينجن حيث احتدمت المعركة في 21 يوليو 1568 لمدة ثلاث ساعات حتى قادهم جيش ألفا عبر جسور إمس وفي النهاية إلى إمس نفسها. وغرق الكثير منهم وهم يحاولون عبور النهر. جرد لويس نفسه من درعه الثقيل وتمكن من السباحة عبر النهر إلى بر الأمان. في النهاية، فقد التمرد الهولندي 7000 رجل في معركة جمينجين.

## معركة موكرهيد
في عام 1574 تم وتضيق الخناق على بورغ ولايدن. على أمل حدوث تحويل في الجنوب، كتب ويليام إلى لويس طالبًا المساعدة. في ذلك الربيع، لويس، ومعه أصغر ناسو شقيقه هنري والناخب بلاتين نجل كريستوفر بافاريا، عبر ميوز مع جيشهم. كانوا يأملون في أن يكونوا تحولاً لائقًا ولكنهم وجدوا أنفسهم خارج المناورة من قبل القوات الإسبانية تحت قيادة قائد متمرس، سانشو دافيلا. اصيب قائد الهجوم لويس برصاصة في ذراعه. واصل مسيرته متظاهراً أنه بخير، لكنه كان ينزف بسرعة لدرجة أن أصدقائه أخذوه بعيداً عن المعركة. تم إحضاره إلى كوخ قريب، حيث أمر أصدقاءه بإنقاذ أنفسهم. لم يُشاهد لويس مرة أخرى، لا حيا ولا ميتا. كما فقد شقيقه هنري وكريستوفر من بافاريا في معركة موكرهيد.